# Kviteseid
Kviteseid est une commune de Norvège, située dans le comté (fylke) du Telemark. Elle borde les communes de Seljord au nord-ouest, Nome à l'est, Drangedal, Nissedal og Fyresdal au sud, et Tokke à l'ouest.

## Démographie
Kviteseid compte 2 542 habitants au 1er janvier 2007.

## Géographie
Kviteseid s'étend sur 709 km2.
Le point culminant de Kviteseid est Sveinsheia (1 141 m).
Le lac de Kviteseidvatnet s'étend sur la commune et est relié au canal du Telemark.

## Administration
Le maire de Kviteseid est Monsieur Torstein Tveito[Quand ?] (Arbeiderpartiet - Parti travailliste).

## Économie
Les ressources principales sont la sylviculture, l'agriculture, le tourisme et un peu de production d'énergie hydraulique.

## Station de ski de Vrådal
Kviteseid dispose sur son territoire communal de la station-village de ski de Vrådal, comptant 220 habitants et une église de 1886. La station dispose de 35 kilomètres de pistes de ski de fond et de 15 pistes de ski alpin desservies par cinq remontées mécaniques. La station a accueilli en 1997 le premier télésiège à huit places du monde.

## Personnage célèbre
Sondre Norheim (1825-1897), pionnier du ski moderne, né dans le lieu dit de Morgedal à Kviteseid.